# Műhiba (regény)
A Műhiba (Harmful Intent) Robin Cook tizenegyedik, 1990-ben megjelent regénye.

## Főbb karakterek
- Dr. Jeffrey Rhodes, aneszteziológus
- Carol, a felesége
- Kelly Everson
- Devlin O'Shea, fejvadász
- Bingham
- Wilson, bíró
- Janice Maloney, bíró
- Davidson, ügyész

## Történet
|  | Alább a cselekmény részletei következnek! |

Dr. Rhodes híres orvos. A cselekmény egy fiatal nő halálával kezdődik. A hölgy megkéri a doktort a műtét előtt, hogy gerincébe adjanak fájdalomcsillapítót. A szülés során a kívánságnak megfelelően az orvos így tesz. Azonban egyre csak rosszabbodik a nő állapota: rángások, vérnyomásesés jelentkezik nála, végül Dr. Rhodes-nak nem sikerül megmentenie. Amikor felveszik a jegyzőkönyvbe, a közelben a nővér egy ampullát talál, sokkal nagyobb dózisú fájdalomcsillapítóét, mint amit egy terhes nőnek be lehet adni.
A férfi kénytelen szembe nézni a történetekkel, hogy megölte őt.
Elvonul egy kis helyiségbe, ahol morfiumot ad be magának. Kiderül, korábban a rabja volt, viszont ami még nehezíti a helyzetét, hogy az egyik ápoló meglátta, amint beadja magának intravénásan, méghozzá a műtét előtt.
Az ügy műhibaperként folytatódik. A férfi elkeseredik, és többször végezni akar magával, de nem meri megtenni, mivel nem hagyja nyugodni a gondolat, miszerint csupán véletlen volt, hogy az az ampulla ott volt, vagy a legrosszabb, hogy valami mérget tartalmazott! Ügyvédjének ígéretet tesz, hogy kifizeti, azonban nem teszi meg. Emiatt egy bizonyos Devlin felkeresi, de megszökik előle.
Újra pánikba esik, úgy dönt azonnal el kell utaznia. (A bíróság ugyanis engedélyezte, hogy kiengedjék, de nem hagyhatja el az országot.) Devlin dühösen követi, amiért lelépett. Ott megpróbálja megállítani, de ismét kicsúszik a kezéből. A doktor taxival elmenekül, majd az utcán találkozik egy csavargóval, akinek a nevét és kinézetét felvéve jelentkezik a kórházba éjszakai műszakra. Mindenképpen rá akar jönni a turpisságra, közben egyre közeledik Devlin és a per.
Hogy sikerüljön rájönnie, mi is történt a műtét alatt, felkeresi az úgyszintén műhibával gyanúsított barátjának a feleségét, aki készségesen segít neki megfejteni az eseményeket. Barátja sajnos nem volt ennyire erős, mint ő, öngyilkosságot követett el. Kelly Everson egyre szimpatikusnak találja a doktort, később szerelem szövődik közöttük.
Ahogy közelednek a megfejtéshez, Rhodes lebukik, Devlin megtalálja, és felismeri. Miután az orvos rájön a tettesre, hosszú éjszakázások és kutakodások útján találkozni akar vele. Egy parkban találkoznak, ahol kis híján meghal Trent miatt, de Devlin megmenteti.
A végén minden jóra fordul, Rhodes mindent elmond, szabad lesz, és végre nyugodtan és boldogan élhet Kellyvel.
|  | Itt a vége a cselekmény részletezésének! |

## Magyarul
- Műhiba; ford. Greguss Ferenc; I. P. Coop, Bp., 1990 (I. P. C. könyvek)

## Adaptáció
A könyvből Robin Cook: Műhiba (1993) címmel film is készült, a főszerepet Tim Matheson játssza.

## Idézetek
– Mi a nyavalya van? – horkant fel Matt. – Arról volt szó, hogy csak akkor hívod ezt a számot, ha baj van. Nehogy azt mondd nekem, hogy elcsesztétek ezt a dolgot!
– Pedig zűr van – mondta Frank. – Nagy zűr. Tony lövést kapott. Halott. Valamit elfelejtettél nekünk megmondani, Matt. Valami díjat tűztek ki a doktor fejére. A szakma egyik legvagányabb fejvadásza tűnt fel, és biztosan nem lett volna ott, ha nincs pénz a dologban.
Frank először olyan kábult volt, hogy azt sem tudta, milyen ütés érte. Aztán elborzadva vette észre, mi az, ami elkenődött rajta és körülötte a földön. Amint felismerte az agyvelőt és az elfeketedett belek tekergő szalagjait, vadul hányni kezdett. A rohamok szünetében megpróbálta lesöpörni válláról és fejéről az alvadt vér darabkáit.